# Vorleger

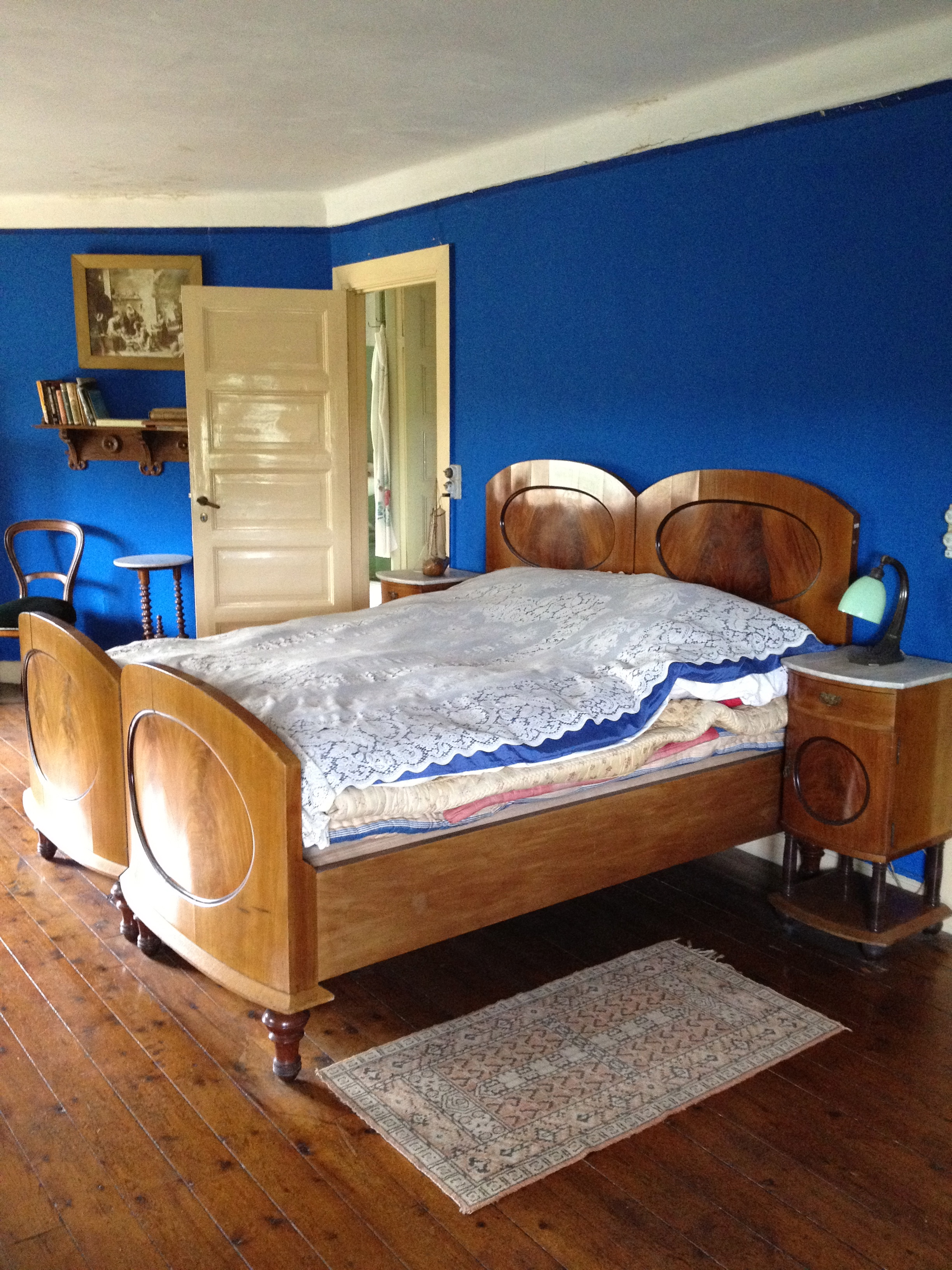
Bettvorleger auf Holzdielen

Ein Vorleger ist ein Teppich oder eine Matte, die vor etwas, zum Beispiel ein Möbelstück, gelegt wird. Vorleger zählen zu den Heimtextilien und sind in unterschiedlichen Materialien und verschiedenen Farben und Formen erhältlich.
In Abgrenzung zum Teppichboden als Meterware gehören Vorleger zu den frei liegenden, abgepassten Teppichen, auch Sekundärbeläge genannt, die eine um alle Ränder laufende Einfassung oder ein Muster aufweisen.
Vorleger werden auch manchmal Läufer genannt, wobei diese vor allem in Fluren oder auf Treppen ausgelegt werden.

## Material und Herstellung
Vorleger können aus verschiedensten Materialien bestehen, unter anderem:
- Kunstfasern
- Mischgewebe
  - Chenille-Flor
- Naturfasern
  - Baumwolle
  - Hanf
  - Jute
  - Sisal
  - Wolle
- Velours-Flokati
  - Polyacryl
  - Polyester
  - Viskose

- Tierfell (Fellvorleger)[3]

Je nach Material können Vorleger maschinell gefertigt oder handgefertigt sein. Die Herstellung unterscheidet sich nicht von der eines Teppichs, sie sind z. B. gewebt, gewirkt, getuftet oder geknüpft. Wie Teppiche können sie mit Mustern, sonstigen Motiven oder als Werbeobjekte mit Firmenlogos versehen sein. Sie sind in schwer entflammbarer Ausführung erhältlich und entsprechen dann der DIN 4102, einige Vorleger werden als speziell für Fußbodenheizung geeignet angeboten.
Wegen der geringen Größe sind Vorleger rutschgefährdet, sie werden deshalb häufig rückseitig beschichtet. Auch Anti-Rutsch-Matten oder rutschhemmende Teppichklebebänder verhindern ein Weggleiten des Vorlegers.

## Bettvorleger

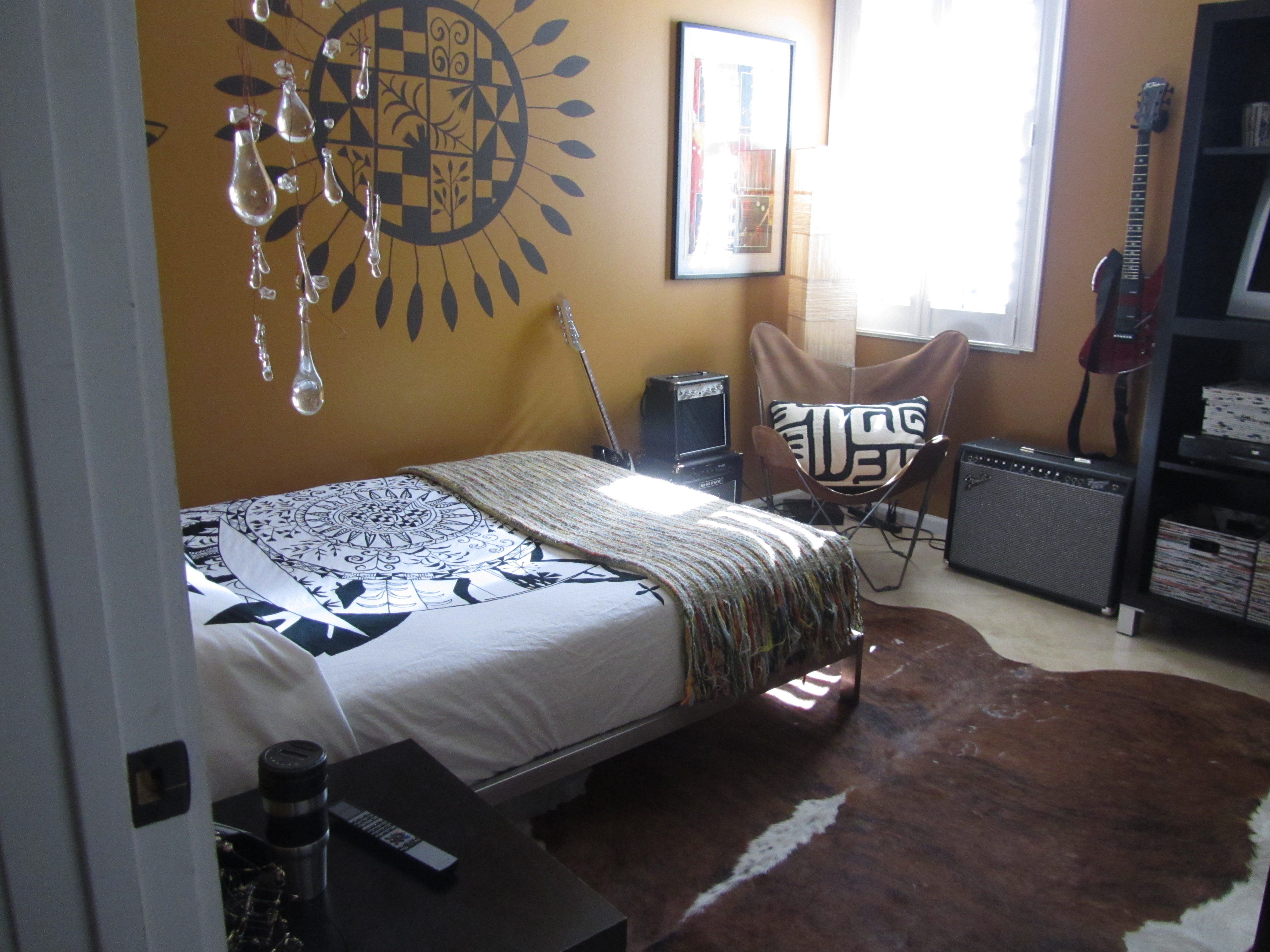
Rindshaut als Bettvorleger

Auf dem meist ungeheizten Schlafzimmerboden hält er die Füße beim Aufstehen sowie beim An- und Auskleiden warm. Bettvorleger waren spätestens seit der zweiten Hälfte des 19. Jahrhunderts in Deutschland verbreitet.

### Hausstaubmilben und andere Risiken
Für den Boden von Schlafzimmern werden zur Vermeidung von Hausstaubmilben kurzflorige Bettvorleger empfohlen. Diese sollten regelmäßig abgesaugt werden, an die trockene und möglichst kalte Luft gehängt und bei mindestens 60 Grad gewaschen werden. Auch Bakterien oder Fußpilze können über Vorleger übertragen werden, insbesondere wenn diese von mehreren Personen genutzt werden. Wie andere Teppiche auch können Bettvorleger gesundheitsschädigende Stoffe, wie Formaldehyd, Weichmacher, Pestizide und andere Schadstoffe enthalten. Verschiedene Gütesiegel kennzeichnen einen schadstofffreien Bettvorleger.

## Badvorleger

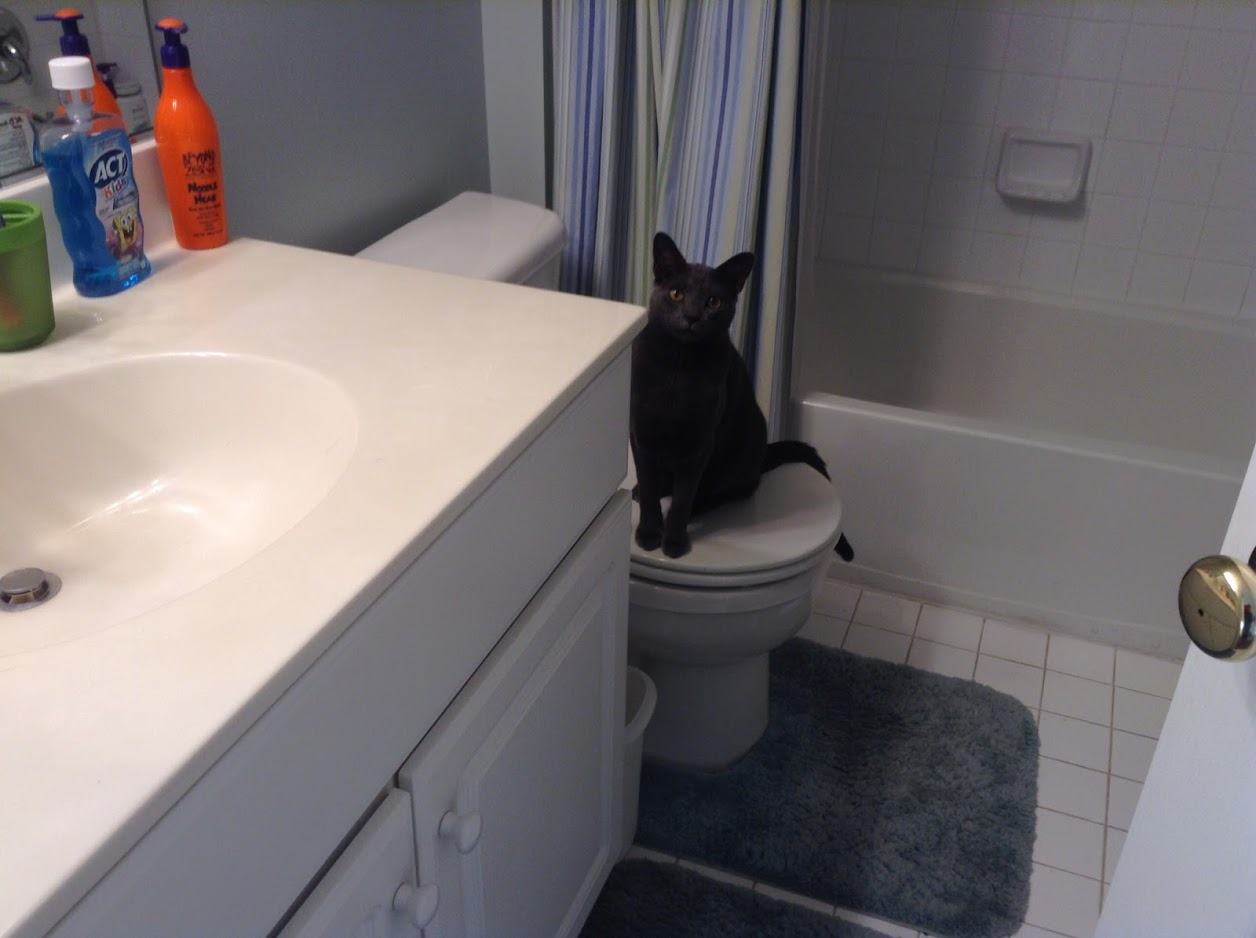
Klosettumrahmung vor einem Toilettenfuß, 2015

Vorleger aus Stoff und Velours finden auch im Badezimmer Verwendung und werden auch Badematte genannt. Sie sollen die nackten Füße nach dem Bad oder dem Duschen vor den kalten Fliesen schützen. In den 1920er Jahren verbreiteten sich Handtücher und Vorleger aus Frottee.
Vorleger in U-Form vor Toiletten werden Klosettumrahmung oder -umrandung genannt. Der Schriftsteller Max Goldt spricht von „Klofußumpuschelungen“.

## Weitere Vorlegearten
- Im 19. Jahrhundert waren auch Sofa-, Tisch- und Klaviervorleger verbreitet.[15][16]
- Fußmatten werden auch Türvorleger genannt.
- Kleine Orientteppiche, der als Vorleger oder Sitzbelag verwendet werden, heißen Jastik oder Yastik.[17]

## Trivia
- Als Tiger gesprungen, als Bettvorleger gelandet besagt, dass jemand ein Vorhaben groß ankündigte, am Ende jedoch wenig dabei herauskam.[18]
- Altkanzler Gerhard Schröder beschimpfte die Grünen einmal als „Angela Merkels Bettvorleger“.[19]
- Der deutsche Künstler Martin Kippenberger schuf 1990 Toilettenvorleger als Multiples.[20]